# Linda Mack
Linda Mack (* 2. Dezember 1991 in Bietigheim-Bissingen) ist eine ehemalige deutsche Handballspielerin, die zuletzt für den Bundesligisten Borussia Dortmund auflief.

## Karriere
Mack begann das Handballspielen bei der SG BBM Bietigheim. Von 2007 bis 2009 lief die damalige B-Jugendliche für den TV Großbottwar auf, mit dem sie 2008 die deutsche B-Jugendmeisterschaft gewann. Anschließend kehrte die Linkshänderin zur SG BBM Bietigheim zurück. Mit der Damenmannschaft der SG BBM stieg sie in den Spielzeiten 2009/10 und 2012/13 in die Bundesliga auf. In der Saison 2010/11 besaß sie ein Doppelspielrecht für den Drittligisten TV Großbottwar. 2017 gewann sie mit der SG BBM die deutsche Meisterschaft. Weiterhin stand sie mit Bietigheim in der Saison 2016/17 im Finale des EHF-Pokals. Im Sommer 2017 wechselte Mack, die sowohl im rechten Rückraum als auch auf Rechtsaußen eingesetzt werden kann, zum Ligakonkurrenten Neckarsulmer Sport-Union. Ein Jahr später schloss sie sich Borussia Dortmund an. Nachdem Mack im November 2019 beim Spiel gegen den Buxtehuder SV ihr Kreuzband riss, musste sie infolgedessen nach der Saison 2018/19 ihre Karriere beenden.

## Erfolge
- Deutsche Meisterin 2017
- Deutsche Meisterin (B-Jugend) 2008